# レチクル座ガンマ星
レチクル座γ星（レチクルざガンマせい、γ Reticuli、γ Ret）は、レチクル座にある赤色巨星である。
レチクル座γ星は、銀河系内を太陽に対して約24.8 km/sの速度で運動している。銀河系の中心からは、24,100光年から39,200光年離れている。